# Motetten (J.S. Bach)

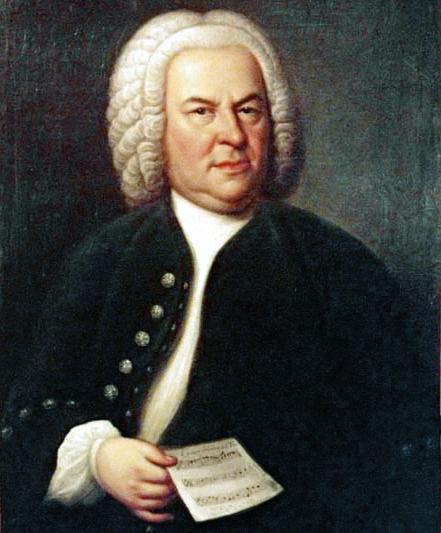
Bach

De zes motetten van Johann Sebastian Bach (BWV 225-230) zijn geschreven voor uitvoering bij begrafenisdiensten. Bachs motetten vormen een hoogtepunt in de westerse polyfonie.
De zes motetten zijn:
- Singet dem Herrn ein neues Lied, BWV 225
- Der Geist hilft unsrer Schwachtheit auf, BWV 226
- Jesu, meine Freude, BWV 227
- Fürchte dich nicht, ich bin bei dir, BWV 228
- Komm, Jesu, komm, BWV 229
- Lobet den Herrn, alle Heiden, BWV 230

Tot de motetten kan ook gerekend worden O Jesu Christ, mein's Lebens Licht (BWV 118), een werk dat niet tot het cantate-genre behoort, en dat door Bach zelf is aangeduid (in de autograaf) als een 'Motetto a quatre voci'.

## Bachs motetten binnen de motettraditie
De schoolregels van Leipzig schreven voor dat leraren en leerlingen van de Thomasschule zich voor het huis van de overledene moesten verzamelen en daar een hymne of motet moesten zingen. De cantor koos de hymnes en motetten. Bach koos in de meeste gevallen uit de verzameling Florilegium portense, een gedrukte verzameling motetten. Wanneer de familie specifieke Bijbelteksten wenste, dan moest Bach zelf een motet componeren en laten instuderen voor uitvoering bij de preek (de Gedächtnispredigten) tijdens de uitvaartdienst, een traditie die sinds 1722 bestond. Vijf van de bestaande motetten zijn zo in opdracht gemaakt, alleen BWV 225 lijkt voor een andere gelegenheid geschreven te zijn.
Voor het schrijven van de motetten greep Bach terug op een muziekstijl die bloeide in het midden van de 17e eeuw (zoals de werken van Johann Hermann Schein en Heinrich Schütz), hoewel cantors in Thüringen en Saksen tot in de 18e eeuw het motet bleven gebruiken. Deze zogenaamde Kantoren-Motette bestonden uit een 4-stemmig deel voor de Bijbelse tekst en een contrapuntisch deel dat het koraaldeel bevatte, meestal in de sopraanlijn en dat op diverse wijzen werd uitgewerkt. Dit stilistische contrast tussen het Bijbelcitaat (de boodschap) en de koraaltekst (de exegese) is ook de basis voor Bachs motetten; alleen overstijgt Bach de kleinschalige aanpak van zijn tijdgenoten. Bach gebruikte allerlei compositorische technieken (strenge contrapunt, vrije stijl voor de koralen, instrumentale concertovorm enz.) om de Bijbelse boodschap en de exegese muzikaal over te brengen.

## De motetten

### Singet dem Herrn ein neues Lied
Singet dem Herrn ein neues Lied (BWV 225; duur ca. 13 minuten) is een motet in drie delen voor 8-stemmig dubbelkoor, geschreven na 1726.
Mogelijk is het werk geschreven voor Nieuwjaar of voor Reformatiedag. Maar het motet zou ook als een feestelijk motet voor de verjaardag van August I van Saksen kunnen zijn bestemd; grafologisch onderzoek wees uit dat het werk in 1727 geschreven is, juist het jaar dat August I van een ernstige ziekte herstelde. Gezien de orthodox Lutherse vreugdevolle voorbereiding op de dood als een verlossing van het aardse leven met zijn zorgen en onvolkomenheden is het echter niet onmogelijk dat ook dit motet voor een begrafenis is geschreven. Maar enige zekerheid over de bestemming is er niet.
De opbouw van het motet in de delen is snel – langzaam – snel, met een stretto effect in het laatste deel. Het werk combineert traditionele kenmerken van het motet met vernieuwingen: het gebruik van een 8-stemmig dubbelkoor is kenmerkend, maar het gebruik van een koor om een fuga uitwerking te begeleiden in het eerste deel is nieuw. Bach gebruikt traditioneel Bijbelse en koraalteksten, maar in aparte delen en niet samen. Ook gebruikt Bach aria-achtige koralen, zoals weliswaar vaker toegepast in het Duitse motet, maar hij plaatst ze niet traditioneel aan het eind van het werk maar integreert ze in het motet zelf. In het motet maakt Bach gebruik van contrapunt, typisch voor het genre, maar dan in echte fuga's.
Het eerste deel is een dankzeggingslied, gebaseerd op Psalm 149:1-3, derde stanza van Johann Gramanns hymne Nun lob, mein Seel, den Herren en een anonieme tekst, en bestaat uit een deel in vrije stijl (in de vorm van een toccata), gevolgd door een fuga dat op zich een motet binnen het motet vormt. In het vrije deel (Singet dem Herrn) is er een dialoog tussen de koren: het tweede koor begint, met eenlettergrepige uitroepen, het eerste koor aan te sporen te zingen en dit koor antwoordt met een melismatisch vreugdezang. De aansporingen gaan door in de opening van het fugadeel Die Kinder Zion, het meest bijzondere deel van het motet, gezongen door het eerste koor. Het lange fuga subject wordt uitgewerkt in de volgorde S-A-T-B in koor 1, met begeleidend materiaal in koor 2 met gebruikmaking van tekst en muziek uit het openingsdeel. Zodra de bas-partij begint, beginnen de stemmen met het subject in omgekeerde volgorde T-A-S in beide koren tegelijk met begeleidend materiaal dat niet door de stemmen wordt gebruikt die nog met de fuga bezig zijn. De zich opstapelende stemmen in de fuga, samen met de zich geleidelijk samenvoegende stemmen in elk koor geven een krachtige climax aan het werk. Ook in het tweede deel (door Bach 'aria' genoemd) is er een dialoog, in de vorm van een smeekbede: het koraal Wie sich ein Vater erbarmet wordt door het tweede koor gezongen en onderbroken door het eerste koor met Gott, nimm dich ferner unser an. Het derde deel, gebaseerd op Psalm 150:2, Lobet den Herrn is een terugkeer naar het concertante deel en leidt naar een fuga waarin de twee koren vierstemmig de Heer prijzen (Alles was Odem hat)
Singet dem Herrn is zonder gelijke in het motetrepertoire, zowel vanuit het oogpunt van opzet en muzikale complexiteit als wat virtuoze eisen voor de uitvoerders betreft.

### Der Geist hilft unsrer Schwachheit auf
Der Geist hilft unsrer Schwachheit auf (BWV 226; duur ca. 8 minuten) voor 8-stemmig dubbelkoor is uitgevoerd in de Paulinerkirche op 20 oktober 1729 'bey Beerdigung des seel. Hrn. Prof. und Rectoris Ernesti' (J. Heinrich Ernesti, 1652-1729, professor van de Universiteit van Leipzig en rector van de Thomasschule), zoals de autograaf vermeldt. Het werk is waarschijnlijk gebaseerd op ouder materiaal.
Het werk bestaat uit drie zelfstandige delen. Het openingsdeel, een toonzetting van Romeinen 8:26-27, is opgebouwd als een 'Bar', een Duitse middeleeuwse versvorm volgens het patroon AAB. Een Bar bestaat uit drie delen: de beide eerste (A) worden 'Stollen' genoemd en hebben dezelfde melodie, de derde (B) heet 'Abgesang' en is melodisch op de Stollen gebaseerd. In Bachs motet is de eerste Stollen opgebouwd uit twee delen (Der Geist hilft unsrer Schwachheit auf en denn wir wissen nicht, was wir beten sollen) gevolgd door de tweede Stollen dat een bewerking is van de voorafgaande en afgesloten door een Abgesang, een fuga op de woorden Sondern der Geist.
Het tweede deel is een 4-stemmige dubbelfuga, waarvan de twee subjects (1e subject is Der aber die Herzen forschet; 2e subject Denn er vertritt die Heiligen) aan het eind worden verbonden.
Het motet sluit met een koraal op de woorden van de 3e stanza van de Pinsterhymne Komm, heiliger Geist.
De oorspronkelijke muziekpartijen voor het motet – gekopieerd door Bach, zijn zoon Carl Philipp Emanuel, zijn vrouw Anna Magdalena en andere assistenten – omvatten instrumentale partijen: een continuo groep (becijferd voor contrabas en orgel), strijkers om één koor te verdubbelen en blaasinstrumenten voor het andere koor.

### Jesu, meine Freude
Jesu, meine Freude (BWV 227; duur ca. 20 minuten) is een vijfstemmig motet dat waarschijnlijk voor het eerst werd gezongen op 18 juli 1723, slechts een paar weken nadat Bach in zijn functie als Thomascantor was begonnen, ter gelegenheid van de begrafenis van Johanna-Maria Kresin, de vrouw van het hoofd van de post. Dit motet verschilt van de motetten voor dubbelkoor in structuur.
Aangenomen wordt dat het motet is samengesteld uit stukken uit verschillende periodes uit Bachs leven.
Bach combineerde de verzen van Romeinen 8, waar de begrafenispreek op was gebaseerd, met de woorden van een bekende hymne van Johann Franck, Jesu, meine Freude. De koraalstanza's wisselen de Bijbelteksten af. Centraal staat de kern van het 3e Bijbelcitaat Ihr aber seid nich fleischlich, sondern geistlich, waaromheen de andere delen zijn geplaatst waardoor een symmetrische plaatsing ontstaat:
Koraalstanza 'Jesu, meine Freude' (4-stemmig kantionaaldeel, dat wil zeggen in de bovenste stem)
Bijbeltekst, Romeinen 8:1 'Es ist nun nichts' (5-stemmig koor)
Koraalstanza 'Unter deinem Schirmen' (5-stemmig gefigureerd koraaldeel)
Bijbeltekst, Romeinen 8:2 'Denn das Gesetz' (3-stemmig, getoonzet als een triosonate)
Koraalstanza 'Trotz dem alten Drachen' (5-stemmig bewerking van het koraal)
Bijbeltekst, Romeinen 8:9 'Ihr aber seid nich fleischlich, sondern geistlich' (5-stemmige dubbelfuga)
Koraalstanza 'Weg mit allen Schätzen' (4-stemmig gefigureerd koraaldeel)
Bijbeltekst, Romeinen 8:10 'So aber Christus in uns ist' (3-stemmige, getoonzet als een triosonate)
Koraalstanza 'Gute Nacht, o Wesen' (4-stemmig bewerking van het koraal met de cantus firmus in de alt)
Bijbeltekst, Romeinen8:11 'So nun der Geist' (5-stemmig koor, zoals in 2)
Koraalstanza 'Weicht, ihr Trauergeister' met afsluitingszin 'Jesu, meine Freude' (4-stemmige kantionaaldeel, zoals in 1)

### Fürchte dich nicht
Fürchte dich nicht (BWV 228; duur ca. 8 minuten) werd kort voor 'Singet dem Herrn' gecomponeerd: beide werken zijn voor 8-stemmig dubbelkoor en de vorm van het eerste deel van BWV 225 (een deel in vrije stijl gevolgd door een fuga) komt sterk overeen met BWV 228.
Het motet bestaan uit twee delen van ongeveer even grote lengte, gebaseerd op teksten uit Jesaja, die gebruikt werden voor de preek op 4 februari 1726 tijdens de uitvaartdienst van Susanna Sophia Packbusch, de weduwe van Christoph Georg Winckler, een vooraanstaand koopman in Leipzig en een vriend van Bach.
Het motet dateert waarschijnlijk uit Bachs Weimar-periode.
Het eerste deel is geschreven 'variatio per choros', dat wil zeggen als een antifoon (Fürchte dich nicht, ich bin bei dir, Jes. 41.10). Het tweede deel is een 3-stemmige fuga op het subject Denn ich habe dich erlöset met een contrasubject op Ich habe dich bei deinem Namen gerufen, beide uit Jes. 43.1. met koraalcitaten uit de stanzas 11 en 12 van de hymne Warum sollt ich mich denn grämen? van Paul Gerhardt.
In de afsluiting Fürchte dich nicht, du bist mein verwerkte Bach de naam B A C H (b en h, respectievelijk bes en b in het Duits)

### Komm, Jesu, komm
Komm, Jesu, komm (BWV 229; duur ca. 8 minuten) is geschreven tussen 1723 en 1734. Het 8-stemmig motet is gebaseerd op twee stanza's van een begrafenishymne geschreven door Paul Thymich, mogelijk ter gelegenheid van de begrafenis van Johann Schmid, een professor theologie van de Universiteit van Leipzig.
Bach schreef de eerste stanza van dit werk als BWV 226 in 'Bar'-vorm (zie aldaar): het eerste deel (Stollen A) in madrigaalvorm, het tweede deel (Ich sehe mich nach deinem Friede; Stollen A) als een fugato (dat wil zeggen de inzet is als een fuga, maar het verdere verloop is vrij) en het derde deel (de Abgesang Komm, komm, ich will mich dir ergeben). De tweede stanza, Drumm schliess ich mich in deine Hände is in volkomen tegenstelling tot de eerste stanza een eenvoudige 4-stemmig koraal zonder cantus firmus.

### Lobet den Herrn, alle Heiden
Lobet den Herrn, alle Heiden (BWV 230; duur ca. 6 minuten) neemt een aparte plaats in binnen de motetten van Bach omdat er enige twijfel is over de authenticiteit, op grond van zijn late verschijning (gepubliceerd in 1821, naar verluidt naar een verloren gegane autograaf van Bach) en op grond van stilistische kenmerken:
o.a. door het beperkt aantal delen, de obbligato orgelbegeleiding en het feit dat het in één deel geschreven is zonder een koraaltekst of –melodie.
Het motet is, hoewel niet duidelijk, in drie secties te verdelen. De eerste sectie (Lobet den Herrn, alle Heiden) is gebaseerd op Psalm 117:1, en secties twee en drie (Denn seine Gnade und Wahrheit waltet über uns en Allelujah) op Psalm 117:2.
Het is niet uitgesloten dat het werk geschreven is uit de kring rond Bach. Ook wordt aan een verloren gegane cantate gedacht.

## Uitvoering van de motetten
De vraag bestaat welke mogelijkheden Bach had om deze werken uit te voeren, gezien de reikwijdte en de hoge moeilijkheidsgraad ervan. Het aantal koorleden van de Thomaskerk dat capabel was de werken uit te voeren was zeker beperkt. Bach had in 1730 zelf aangegeven in zijn Entwurf einer wohlbestallten Kirchenmusik' dat "zu jeweden musicalischen Chor…wenigstens 3 Sopranisten, 3 Altisten (dat wil zeggen falsetzingende mannenstemmen), 3 Tenoristen und eben so viel Bassisten (gehören), damit, so etwa einer unpaß wird, wenigstens eine 2 chörigte Motette gesungen werden kann". Dit impliceert dat de werken door solozangers werden uitgevoerd; slechts in ideale situaties kon elke stem door twee zangers worden gezongen. Om de klank van het koor te verbeteren versterkte Bach de baslijn met een basso continuo. Tijdens de uitvoeringen in de kerk werd elke stem met een instrument verdubbeld die met de zang meespeelde ('colla parte')
Lang is gedacht dat de werken a capella uitgevoerd moesten worden. Zo heeft Mozart ze in 1789 gehoord, maar hij merkte er bij op dat hij de colla parte miste. De ontdekking van het instrumentale materiaal van BWV 226 heeft tot de conclusie geleid dat in elk geval de stemmen van de 8-stemmige motetten instrumentaal moeten worden verdubbeld. Daarmee zouden ze een uitzondering zijn op de regel dat er tijdens begrafenisdiensten geen instrumenten mochten klinken. Sommige passages zijn in een bepaald register voor de bas moeilijk (in BWV 228), andere gedeeltes vereisen het 16-voets register op een violone om een harmonische omkering te vermijden.

## Apocriefe motetten
De motetten BWV Anh.160-165 blijken niet door Bach gecomponeerd te zijn; over BWV Anh. 159 is nog geen duidelijkheid:
- Ich lasse Dich nicht, Du segnest mich denn (BWV Anh. 159): Johann Sebastian Bach?
- Jauchzet dem Herrn, alle Welt (BWV Anh. 160): compositie van Georg Philipp Telemann
- Lobe und Ehre und Weisheit (BWV Anh. 162): Georg Gottfried Wagner
- Merk auf, mein Herz und sieh dorthin (BWV Anh. 163): ....Bach "di Eisenach"
- Nun danket alle Gott (BWV Anh. 164): Johann Christoph Altnickol
- Unser Wandel ist im Himmel (BWV Anh. 165): compositie van Johann Ernst Bach

## Geselecteerde discografie
- Vocalconsort Berlin o.l.v. Marcus Creed (Harmonia Mundi 902079)
- Nederlands Kamerkoor o.l.v. Peter Dijkstra (2008, Channel Classics CCS 27108)
- Bachchor Stockholm, Concentus musicus Wien o.l.v. Nikolaus Harnoncourt (Teldec 2LP's 6.35470, ook verschenen op CD Teldec 0630174302)
- Nederlands Kamerkoor, instrumentale solisten o.l.v. Ton Koopman (Philips 434 165-2)
- La Chapelle Royale, Collegium Vocale Gent en vocale solisten o.l.v. Philippe Herreweghe (Harmonia Mundi 901231)
- Solisten, Collegium Vocale Gent o.l.v. Philippe Herreweghe (PH1)
- Solisten, RIAS-Kammerchor, leden van de Akademie für Alte Musik Berlin o.l.v. René Jacobs (Harmonia Mundi, HMC 901589)
- Solisten, Koor en Orkest La Petite Bande o.l.v. Sigiswald Kuijken (Accent ACC 10087)
- Sette Voci o.l.v. Peter Kooij (Ramée RAM 0906)
- Eric Ericson Kamerkoor en Drottningholm Barokensemble o.l.v. Eric Ericson (EMI Classics-Red Line, 50999 6 02301 6)
- Monteverdi Choir o.l.v. John Eliot Gardiner (SDG 716)
- Rheinische Kantorei o.l.v. Hermann Max (CPO 777 807-2)
- Solisten, Kammerchor Stuttgart en Barokorkest Stuttgart o.l.v. Frieder Bernius (Sony - Der Spiegel 88751 59062)
- Cantus Cölln o.l.v. Konrad Junghänel (Deutsche Harmonia Mundi, DHM 88843030742)

Apocriefe motetten: Alsfelder Vokalensemble o.l.v. Wolfgang Helbich (CPO 999 235-2)
cantates · motetten · missen · oratoria en passies · vierstemmige koralen · liederen en aria's · orgelwerken · klavecimbelwerken · kamermuziek · orkestwerken · overige werken